# Società quotata
La società quotata è un'azienda le cui azioni sono scambiate in un mercato regolamentato presso una borsa valori. Appartiene ad una sottocategoria delle società per azioni "aperte".
Lo sviluppo economico di una società per azioni aumenta in base all'utilizzo delle azioni. Un'azione è l'investimento di soldi in borsa, con il fine di incrementare il capitale finale della società. Di solito, sono i soci stessi ad investire nelle azioni. Spesso tra gli azionisti e le azioni c'è un intermediario che si occupa dell'amministrazione (risparmio amministrato).

## Caratteristiche
La società quotata si caratterizza per l'elevato numero di soci e per le grandi dimensioni aziendali in termini sia di impiegati, sia di fatturato.
Tali società effettuano la raccolta del risparmio presso il pubblico attraverso l'emissione di azioni o obbligazioni offerti ai risparmiatori, quale impiego alternativo ai depositi bancari o ai titoli di stato.
L'emissione di strumenti finanziari è regolata dalle disposizioni del Comitato Interministeriale per il Credito e il Risparmio (CICR) ed è soggetta alla vigilanza e al controllo da parte della CONSOB.
Le società emittenti azioni quotate devono inoltre adempiere anche agli obblighi in materia di informativa richiesti dalla direttiva europea sulla trasparenza (direttiva 2004/109/Ce) e contenuti nel Testo Unico della finanza (TUF).

## Sistema dei controlli
Il codice civile, al fine di tutelare gli interessi dei soggetti esterni alla società e quella degli azionisti di minoranza, prevede controlli più severi per tali società. In particolare, il controllo legale deve essere obbligatoriamente effettuato da una società di revisione iscritta all'albo dei revisori legali e soggetta alla disciplina e sorveglianza della CONSOB. 
È inoltre previsto un comitato per il controllo interno e la revisione legale incaricato di vigilare sul processo di informativa finanziaria, sull'efficacia dei sistemi di controllo interno, di revisione interna e di gestione del rischio, sulla revisione legale dei conti annuali e consolidati, nonché sull'indipendenza del revisore legale. 
Il comitato può consistere, a seconda del sistema di amministrazione e controllo adottato dalla società:
- nel collegio sindacale (sistema ordinario);
- nel consiglio di sorveglianza o in un comitato costituito al suo interno (sistema dualistico);
- nel comitato per il controllo sulla gestione (sistema monistico).

## Il dirigente contabile
Nelle società obbligate alla redazione del bilancio secondo i principi contabili internazionali, il bilancio e gli altri documenti contabili sono redatti da un dirigente contabile. 
Il dirigente contabile, insieme agli amministratori delegati, si assicura, con apposita relazione allegata al bilancio di esercizio, dell'adeguatezza, corrispondenza e idoneità dei documenti al fine di fornire una rappresentazione veritiera e corretta della situazione patrimoniale, economica e finanziaria dell'impresa.

## Differenza tra società quotata e non quotata

### Investimento nelle azioni
Nelle società quotate, chiunque può decidere di investire del denaro nelle azioni; i ricavi finali per l'investitore dipenderanno anche dall'andamento del mercato e non soltanto dalla società stessa, infatti questi potranno essere derivanti o da plusvalenza in caso di cessione della partecipazione ad un prezzo maggiore di quello di acquisto o da dividendo in caso di distribuzione degli utili da parte della società. 
Nelle società per azioni non quotate, i soci possono scegliere se accettare o meno l'investimento del terzo, per quanto riguarda i ricavi per l'azionista, la differenza sostanziale sta nel fatto che il guadagno dipenderà quasi esclusivamente dall'andamento della società, e quindi dalla distribuzione o meno di dividendi ai soci.

### Personalità giuridica
Le società per azioni quotate possiedono una personalità giuridica:
per personalità giuridica si intende che la società possiede un capitale indipendente, ma anche i soci gestiscono un proprio capitale. In questo modo, se si presentano delle problematiche con i creditori, questi ultimi non possono rivalersi sul patrimonio dei singoli soci.
Le società di persone non possiedono una personalità giuridica, infatti l'azienda è autonoma e dipende esclusivamente dai singoli soci. 
Nel caso di problemi verso i creditori, essi possono usare il patrimonio dei singoli soci come garanzia di rientro.

### Indipendenza economica
Le società quotate si dicono "aperte". Ciò significa che chiunque può investire nell'azioni di una società. Le azioni di un'azienda quotata sono soggette, a tutti gli effetti, al rischio di mercato. Questo può portare ad un guadagno elevato, ma anche ad una perdita totale del capitale investito. Spesso questo tipo di aziende ha regole molto rigide, per via dell'alto rischio economico che ne può conseguire, mentre investire su una società non quotata in mercati regolamentati comporta degli svantaggi solo per aziende a rischio di fallimento.

### Tempi di investimento
I tempi di investimento per quanto riguarda le società quotate sono quasi nulli, perché la società è già presente sul mercato: l'investitore deve solamente scegliere dove investire e quanto investire.
Nelle società non quotate i tempi di investimento possono risultare molto lunghi, per via della mancanza di un'autonomia capitale.

### Limite capitale
In entrambi i tipi di società il limite minimo del capitale ammonta a 50.000€
La cifra è molto elevata a causa dell'alto tasso di rischio di mercato; bisogna però tener conto che 
per ottenere un buon guadagno bisogna investire una grande somma di denaro.